# Aprasia haroldi
Espèce
Aprasia haroldi est une espèce de geckos de la famille des Pygopodidae.

## Répartition
Cette espèce est endémique d'Australie-Occidentale. Elle se rencontre dans la région de la baie Shark.

## Étymologie
Cette espèce est nommée en l'honneur de Gregory Harold.

## Publication originale
- Storr, 1978 : Taxonomic notes on the reptiles of the Shark Bay region, Western Australia. Records of the Western Australian Museum, vol. 6, no 3, p. 303-318 (texte intégral).